# Schizostachyum copelandii
Schizostachyum copelandii là một loài thực vật có hoa trong họ Hòa thảo. Loài này được F.Muell. & Hack. miêu tả khoa học đầu tiên năm 1896.